# I. Rómanosz bizánci császár
I. Rómanosz Lekapénosz (ógörögül: Ρωμανός Α΄ Λακαπηνός, latinul: Romanus I Lecapenus, 871 – Prote, 948. június 15.) a Bizánci Birodalom örmény származású császára (uralkodott 920. december 17-étől 944. december 16-ig). Közrendűből emelkedett flottaparancsnokká, majd lányát VII. Konstantinhoz adva feleségül előbb kaiszari, majd császári rangot szerzett. Uralkodása alatt a sokat tett a birodalom megerősítéséért mind a nyugati, bolgár, mind a keleti, arab határvidéken, megteremtve az alapot a későbbi nagy hódításokhoz.

## Útja a trónig
Rómanosz Lekapénosz örmény paraszti származású volt, VI. (Bölcs) Leó idején futott be katonai karriert. 911-ben Szamosz parancsnoka volt, később pedig drungarioszi, azaz flottaparancsnoki rangot kapott. A bolgároktól elszenvedett katasztrofális ankhialoszi vereséget követően kihasználta, hogy megrendült a régens anyacsászárné, Zóé Karbonopszina helyzete, aki így nem tudta pártfogoltját, León Phókaszt hatalomra juttatni. Rómanosz 919 májusára kitartó politikai manőverezéssel odáig jutott, hogy az ifjú VII. Konstantinhoz adhatta lányát, Helenét. Az apósság a baszileopatóri ranggal járt. 920. szeptember 24-én kaiszari címet kapott, december 17-én pedig teljes jogú társcsászárrá koronázták. Innentől kezdve negyedszázadon keresztül teljhatalommal irányította a Bizánci Birodalom ügyeit.

## Uralkodása

### Belügyek

#### A kisbirtok védelme
A bizánci hadsereg alapját a kisbirtokos katonaparasztság, a sztratióták képezték, amelynek adója fontos bevételt jelentett az államkincstárnak. Rómanosz tisztán látta, hogy az évtizedes tendencia, mely szerint az arisztokraták sorra vásárolták fel a kisbirtokokat, hosszú távon nagy károkat okozhat az államnak, felszámolva katonai és pénzügyi alapjait. Ezért aztán intézkedéseket hozott a kisbirtokok fennmaradása érdekében. 922-es törvényében kiterjesztette a kisbirtokra vonatkozó elővásárlási jogot, amelyet még VI. Leó korlátozott. Ezzel és az ajándékozott birtokok elfogadásának tiltásával gyakorlatilag elzárta az utat a nagybirtokok további növelése előtt. Mi több, harminc évre visszamenőleg birtokvisszaadási kötelezettséget vezetett be. A törvénynek azonban nem sikerült érvényt szerezni.
927-928 rendkívül kemény tele az egész birodalomban éhínséghez és járványokhoz vezetett, amit a nagybirtokosok birtokok áron aluli felvásárlására használtak ki. A császár erre megismételte törvényét, melyben kikelt a hatalmasok önzése ellen, és rendelkezett az irreálisan alacsony áron vett birtokok ingyenes visszaszolgáltatásáról. A tisztességes áron szerzett földeket szintén vissza kellett adni eredeti tulajdonosaiknak, ám ez esetben utóbbiaknak három éven belül ki kellett fizetniük az árát. A nagybirtokosság és a hivatalnoki réteg összemosódása miatt azonban a megismételt törvény hatása is csak korlátozott maradt, nem beszélve arról, hogy gyakorta maguk a parasztok menekültek a súlyos állami terhek elől egyes hatalmasságok védelme alá (patrocinium).
A felkapaszkodott Rómanosz ilyen irányú lépéseivel még jobban elidegenítette magától a bizánci arisztokráciát. Így főminisztere, a kiemelkedő tehetségű Theophanész prótovesztariosz és legjobb hadvezére, Jóannész Kurkuasz, a scholák 923-ban kinevezett domesztikosza szintén alacsonyabb sorból érkezett. A dinasztiát alapítani igyekvő császár mindazonáltal igyekezett családi kapcsolatokat kiépíteni az előkelőbb rétegekkel, így kisebb lányait az Argürosz és a Muszélé mágnáscsaládba házasította. Az arisztokrácia azonban csak Rómanosz bukása után szerezte vissza pozícióit az állam élén.

#### Egyházpolitika
Rómanosz mindvégig kiváló kapcsolatot ápolt az egyházzal, amit egyúttal erős ellenőrzés és irányítás alatt tartott. Nikolaosz Müsztikosz pátriárka kezdettől fogva lekötelezettje volt, mivel még császárrá koronázása előtt összehívott egy zsinatot VI. Leó négy házassága ügyében. A négy frigy kisebbfajta egyházszakadást idézett elő, mivel Leó leváltotta a hajthatatlan Müsztikoszt, és III. Sergius pápától kért és kapott diszpenzációt. A 920 júliusában tartott zsinaton Müsztikosz győzött: a harmadik házasságot visszamenőleg elítélték, a negyediket pedig tilalmasnak nyilvánították. Mivel a gyűlésen pápai legátusok is részt vettek, az egyházon belüli egyetértés megteremtésének babérjai is Rómanoszra szálltak, aki az uralkodóház tekintélyének csökkenéséből is hasznot húzott.
Müsztikosz, a császár állhatatos híve 925-ben halt meg, Rómanosz ezután két jellegtelen figurát tett pátriárkává II. Sztephanosz (925-928) és Trüphón személyében. Ez utóbbit 933-ban lemondásra kényszerítette, hogy tizenhat esztendős fiát, Theophülaktoszt tehesse a pátriárkai székbe, ezáltal nyerve teljes ellenőrzést a klérus felett. Ez annyiban is könnyű volt számára, hogy fia felnőve is csak kedvelt lovaival foglalatoskodott, az egyházi ügyekkel nem sokat törődött.

### Külpolitika

#### Bulgária és a Balkán
A Bizánci Birodalom számára a legsúlyosabb problémát évtizedek óta Bulgária jelentette. Nagy Simeon ugyanis 896-ban adófizetésre kötelezte a császárságot, majd amikor ezt 912-ben megtagadták, ismét háborút indított. A harcok során a birodalom súlyos vereségeket szenvedett és tulajdonképpen elveszítette a Balkánt. Lekapénosz trónra lépése Simeon abbéli régi törekvését húzta keresztül, hogy magának szerezze meg házasság révén a bizánci főhatalmat. Az, hogy Nikolaosz Müsztikosz pátriárka alternatívaként felkínált neki egy Lekapénosz lányt, természetesen nem elégíthette ki becsvágyát, ezért a cár folytatta a birodalom területeinek dúlását, 923-ban ismét bevéve Adrianopoliszt, majd 924-ben megostromolva Konstantinápolyt. A támadás azonban eredménytelen maradt, mivel a bizánci diplomácia sikeresen megakadályozta, hogy arab flotta támogassa a bolgár szárazföldi erőket. Simeon kérésére ezután 924 őszén személyesen is találkozott a két uralkodó, de Rómanosz hajthatalan maradt.
Eközben nem csak a bizánci területeken zajlott a küzdelem. Szerbiában hol Rómanosz, hol Simeon érdekei érvényesültek, végül a bizánci befolyás győzött, mire Simeon nagy erőfeszítések árán 924 táján meghódította a tartományt. Ezzel Bulgária és Horvátország szomszédossá vált. A rövidesen kialakuló konfliktusban Simeon kénytelen volt szüneteltetni a bizánci háborút, de még így is vereséget szenvedett 926 körül. Ezután valószínűleg ismét bizánci hadjáratot tervezgetve halt meg váratlanul 927. május 27-én. Fia, I. Péter azonnal békét kötött. Az évtizedes háborúktól kimerített Bulgária így a Bizánci Birodalom barátjává vált, Rómanosz pedig elismerte Péter császári (cári) címét – kifejezetten Bulgáriára szorítkozva – és a nemrég felállított önálló bolgár patriarchátust, és még trónörököse, Krisztophorosz lányát is Péterhez adta feleségül. Simeon félelmetes sikerei ellenére Rómanosz kivárásának és engedékenységének köszönhetően végül Bizánc évtizedekre garantálni tudta dominanciáját és befolyását a békéssé váló Balkán egészén, beleértve a Časlav fejedelem alatt újjászületett Szerbiát is.

#### A keleti határ
Az Abbászida Kalifátus a 10. század első felében rohamos hanyatlásnak indult, de ez nem azt jelentette, hogy Bizáncra béke köszöntött a keleti végeken. Százezres muszlim hadjáratoktól már kétségkívül nem kellett tartani, de az önállósuló határ menti helytartók, emírek a hadizsákmányból élő harcosok, a gázik tömegeivel továbbra is rendszeresen dúlták, fosztogatták Anatólia vidékeit. A bolgár háborúval párhuzamosan a muszlim hajók prédájává vált az Égei-tenger. A hajdani drungariosz tisztában volt a tengeri fölény jelentőségével, ezért intenzív flottafejlesztésbe kezdett, és hadihajói 924-ben sikeresen legyőzték a bizánci vizeket húsz éve rettegésben tartó renegát Tripoliszi León flottáját. Simeon halála után pedig a Balkánra köszöntő béke révén a szárazföldön is megindulhattak az ellencsapások.
A keleti front a határ középső, felső-mezopotámiai és északi, arméniai részén húzódott. A jeles bizánci hadvezér, Jóannész Kurkuasz 931-ben ideiglenesen, majd 934. május 19-én hosszabb távra megszerezte az évszázados problémát jelentő Meliténét, kijjebb tolva a birodalom határait. Kurkuasz Arméniában súlyos vereséget szenvedett 938-ban egy újonnan fellépő, fiatal arab hadvezértől, Nászir ad-Daula moszuli emír öccsétől, akit Szajf ad-Daulaként ismert meg a világ, miután 945-ben megszerezte magának az aleppói emírséget. Szajf ad-Daula diadalát követően számos arméniai és ibériai területet hódoltatott, majd 940-ben Kolóneia vidékét pusztította végig. Bizánc nagy szerencséjére azonban ezután évekre kénytelen volt visszavonulni, hogy részt vegyen a kalifátus körüli politikai harcokban, melyek eredményeképpen végül Aleppó emírjévé válhatott. A császárság így fel tudta venni a harcot a váratlan kijevi támadásokkal 941-943-ban.
Jóannész Kurkuasz 943-ban tért vissza a keleti határra, és páratlan diadalsorozatot aratott: gyors hadjáratában elfoglalta Felső-Mezopotámiában Martüropoliszt, Amidát, Daraszt és Niszibiszt, majd kemény ostrom alá fogta Edesszát. A várost ugyan nem sikerült bevennie, de a legendás Mandüliont, Krisztus csodatévő, „nem emberkéz készítette” képét megszerezte a muszlimoktól. A hatalmas presztízst jelentő diadalt 944. augusztus 15-én pompás ünnepségekkel ünnepelték meg Konstantinápolyban. A sikerek több arab törzset a keresztség felvételére és a birodalomba településre ösztönöztek, elősegítve a későbbi nagy hódításokat.

#### Kijevi kapcsolat
A Kijevi Rusz 907-ben megtámadta a császárságot, majd 911-ben kereskedelmi szerződést kötött a birodalommal. Ezután sokáig nem hallatott magáról, mígnem 941 júniusában váratlanul támadást nem indított a bithüniai tengerpart és a Boszporusz ázsiai partjai ellen. A keleten felszabadult Kurkuasz azonban több csatában megverte a támadókat, Theophanész parakoimomenosz pedig a görögtűz segítségével felégette hajóhadukat. Noha a válasz jól jelezte Bizánc katonai erejének fejlődését, amikor 943-ban orosz–besenyő hadak élén Dunánál megjelent Igor kijevi fejedelem, Rómanosz jobbnak látta békét kötni, és 944-ben tulajdonképpen megújították a 911-es szerződést. A keleti szláv állammal csak Rómanosz bukása után váltak intenzívebbé a kapcsolatok.

## A Lekapénoszok felemelkedése és bukása

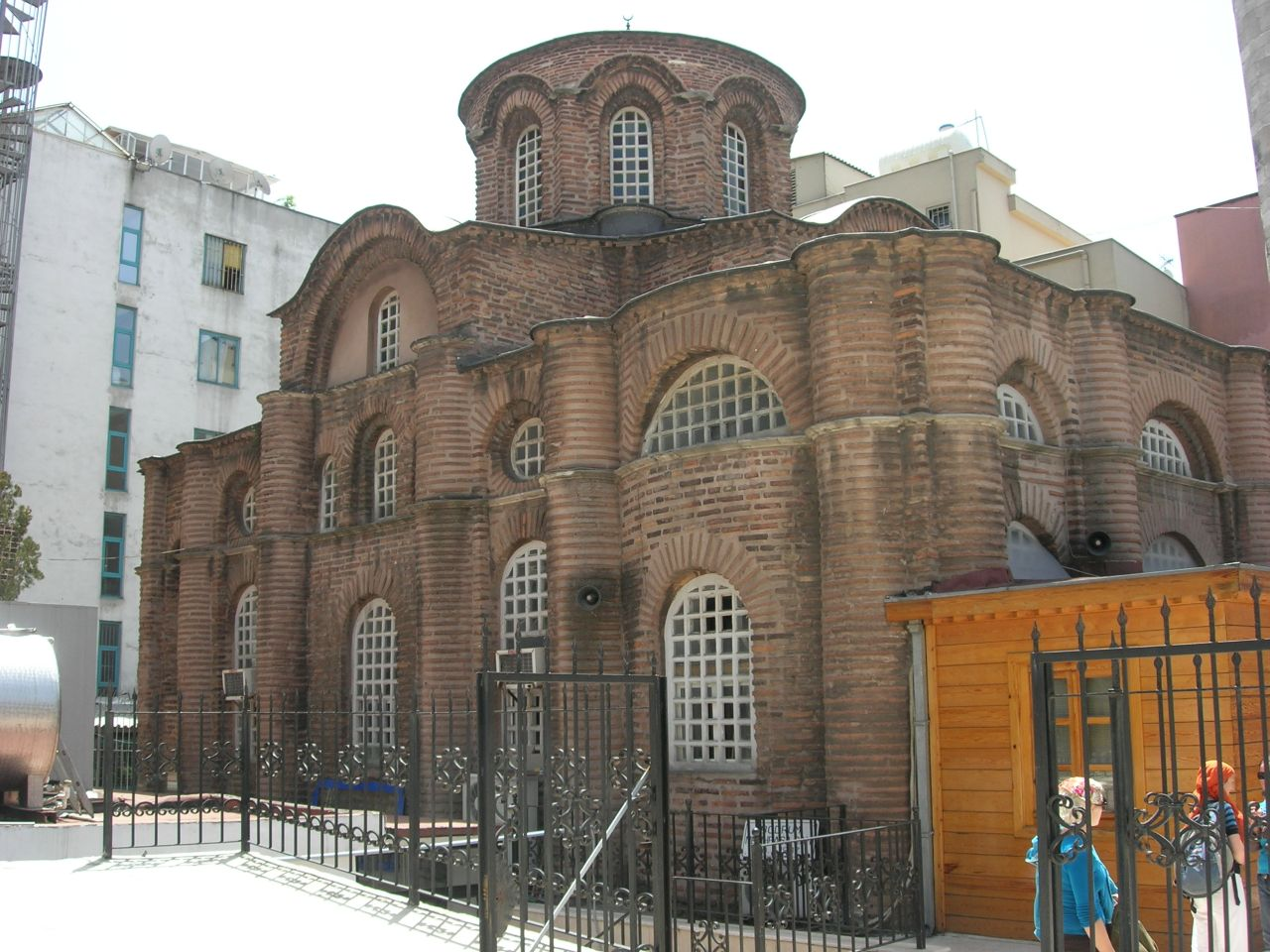
A Lekapénoszok temetkezési helye, a Rómanosz által építtetett Mirülaion-templom az oszmán idők óta mecsetként szolgál

Rómanosz császárrá válva rövidesen gondoskodott az utódlásról. 921. május 20-án Khrisztophorosz nevű fiát második császárrá koronázták, ami azt jelentette, hogy az eredetileg trónt birtokló, még mindig fiatal VII. Konstantin végképp súlytalanná vált, mint harmadik uralkodó. Rómanosz halála esetére Khrisztophorosz örökölte volna a császári bíbort, háttérbe szorítva a Makedón-dinasztiát. 924. december 25-én két másik Lekapénosz-fi, Sztephanosz és Kónsztantinosz is császári méltóságra emelkedett, bár ők nem előzték meg rangban Konstantint. Rómanosz negyedik fiát, Theophülaktoszt egyházi pályára szánta, és 933. február 3-án pátriárkává szenteltette akkor tizenhat esztendős gyermekét, aki értelemszerűen a császári akarat szolgai végrehajtója volt.
Hogy a ház mégsem élt tovább, annak Krisztophorosz korai, 931-ben bekövetkezett halála volt az oka. Rómanosz ugyanis ezután nem helyezte VII. Konstantin elé két másik fiát, akik végül attól félve, hogy agg atyjuk elhunyta esetén kiesnek a hatalomból, megbuktatták őt 945 végén. A hatalmat azonban támogatottság híján nem tudták megragadni, ezért az évtizedek óta először önállóan cselekvő Konstantin száműzte, majd megölette őket. Rómanosz Lekapénosz két és fél évvel letételét követően szerzetesként halt meg száműzetésben. 922-ben elhunyt felesége, Helené és Khrisztophorosz nevű fiuk mellé temették a Mirülaion-templomba, amely egy ciszternává alakított késő ókori rotunda fölé építtetett új palotájához csatlakozott.
Fiai közül egyedül a lovainak élő Theophülaktosz pátriárka őrizte meg rangját egészen 956-os haláláig. Négy említett fia mellett két lánya ismert, a VII. Konstantinhoz adott Helené és a Rómanosz Argürosszal összeházasított Agatha. Rómanosznak még egy gyermeke ismert: Baszileiosz nevű törvénytelen, kasztráltatott fia parakoimomenoszi rangban különösen fontos szerepet játszott az elkövetkező négy császár udvarában.
A Rómanos uralkodása alatt teljességgel háttérbe szorított VII. Konstantin igen becsmérlően emlékezett meg róla, De administrando imperio című művében kritizálva alacsony származását és ebből fakadó képzetlenségét. A modern történetírás azonban a legtehetségesebb császárok között tartja számon Rómanosz Lekapénoszt, akinek leányától származó utódai egészen 1050-ig ültek a konstantinápolyi trónon.